# 세븐틴의 음반 외 활동 목록
다음은 대한민국의 보이 그룹인 세븐틴의 음반 외 활동 목록이다.

## 활동 내역

### 라디오
- 2015~ KBS Cool FM 《슈퍼주니어의 키스 더 라디오》 (도겸, 승관)

### 예능
- 2010년 SBS 《꾸러기 탐구생활》 (버논)
- 2014년 MBC 《헬로! 이방인》 (버논)
- 2015년 MBC 뮤직 《세븐틴 프로젝트 - 데뷔 대작전》
- 2015년 Mnet 《쇼미더머니 4》 (버논)
- 2015년 SBS 《백종원의 3대천왕》 (에스쿱스, 호시, 디에잇)
- 2015년 tvN 《SNL 코리아》 (멤버 전원)
- 2015년 SBS 《런닝맨》 (멤버 전원)
- 2015년 MBC 《능력자들》 (버논)
- 2015년 KBS2 《1대 100》 (호시, 민규)
- 2015년 MBC every1 《주간아이돌》
- 2015년 KBS2 《아이돌 전국 노래자랑》 (승관, 디노)
- 2015년 SBS 《세바퀴》 (승관)
- 2016년 JTBC 《슈가맨》 (우지)
- 2016년 MBC 뮤직 《세븐틴의 어느 멋진 날》
- 2016년 MBC 《마이 리틀 텔레비전》
- 2016년 MBC 《미스터리 음악쇼 복면가왕》 아기도깨비 (도겸)
- 2016년 MBC 《듀엣가요제》 패널 (정한)
- 2016년 MBC 《듀엣가요제》 (승관)
- 2016년 MBC M 《쇼! 챔피언》 MC (정한)
- 2016년 KBS2 《대국민 토크쇼 안녕하세요》 (정한, 승관)
- 2016년 MBC M 《스타쇼 360》
- 2016년 Mnet 《양남자쇼》
- 2017년 SBS 《생 리얼 수업 초등학쌤》 (디에잇)
- 2017년 SBS 《인기가요》 MC (민규)
- 2017년 MBC 《세븐틴의 어느 멋진날 in JAPAN》
- 2017년 SBS 《판타스틱 듀오》 패널 (정한, 원우)
- 2017년 MBC every1 《주간아이돌》
- 2017년 SBS 《정글의 법칙 In 코모도》 (민규)
- 2017년 MBC 《미스터리 음악쇼 복면가왕》 패널 (버논)
- 2017년 SBS 《마스터키》 (민규)
- 2017년 SBS 《마스터키》 (승관)
- 2017년 MBC 《랭킹쇼 123》 (승관)
- 2018년 SBS 《마스터키》 (민규)
- 2018년 MBC 《미스터리 음악쇼 복면가왕》 나무꾼 (승관)
- 2018년 MBC 《미스터리 음악쇼 복면가왕》 패널 (승관)
- 2018년 MBC 《랭킹쇼 123》 (도겸)
- 2018년 MBC every1 《주간아이돌》
- 2018년~현재 SBS 《인기가요》 MC (민규)
- 2018년 MBC 《문제는 없다》 (승관)
- 2018년 tvN 《자리있나요?》 (승관)
- 2018년 MBC 《삐그덕 히어로즈 (호시)
- 2018년 KBS2 《해피투게더》 (버논)
- 2018년 KBS2 《대국민 토크쇼 안녕하세요》 (호시, 승관)
- 2018년 Mnet 《SVT 클럽》
- 2018년 MBC 《미스터리 음악쇼 복면가왕》 캠핑보이 (호시)
- 2018년 MBC 《미스터리 음악쇼 복면가왕》 패널 (정한, 호시)
- 2018년 MBC 《뜻밖의 Q》 (승관)
- 2018년 JTBC 《아이돌룸》
- 2018년 KBS 《해피투게더》 (민규, 승관)
- 2018년 Mnet 《방문교사》 (버논)
- 2019년 JTBC 《아이돌룸》
- 2019년 KBS2 《해피투게더》 킴스맨 특집 (민규)
- 2019년 - Mnet 《너의 목소리가 보여 시즌6》
- 2019년 MBC 《전지적 참견 시점》
- 2019년 MBC 《전지적 참견 시점》 참견자 (민규, 승관)
- 2019년 MBC 《미스터리 음악쇼 복면가왕》 패널 (도겸, 승관)
- 2019년 tvN 《내 손 안에 조카티비》 (고정) (정한, 민규)
- 2019년 6월 29일 tvN 《호구들의 감빵생활》 (고정) (승관)
- 2020년 6월 27일 tvN 《놀라운 토요일》 (우지, 승관)
- 2021년 채널S 《잡동산》 (고정) (승관)
- 2021년 웹예능 《문명특급》 (승관)
- 2021년 6월 23일 SBS 《백종원의 골목식당》 (호시, 민규, 디에잇, 버논)
- 2023년 10월 28일 tvN 《놀라운 토요일》 (민규, 승관, 디노)
- 2023년 10월 28일 유튜브 《나영석의 와글와글》(전원)
- 2024년 1월 5일 tvN 《나나투어 with 세븐틴》 (전원)
- 2024년 5월 3일 유튜브 《소통의 神》(전원)

### 드라마
- 2023년 7월 27일 ~ 2023년 9월 1일 아이치이 웹 드라마 《독가동화》 (준)

## V LIVE
| 연도 | 제목                                                              | 출연                                                                         | 날짜      |
| ---- | ----------------------------------------------------------------- | ---------------------------------------------------------------------------- | --------- |
| 2015 | 《SEVENTEEN Channel Open》                                        | 세븐틴                                                                       | 11월 17일 |
| 2015 | 《SEVENTEEN '나의 영희가 되어줘 - 세븐틴편'》                     | 세븐틴                                                                       | 11월 20일 |
| 2015 | 《SEVENTEEN 'Happy Birthday! WOOZI'》                             | 우지                                                                         | 11월 22일 |
| 2015 | 《SEVENTEEN '나의 영희가 되어줘' 2화》                            | 민규, 호시, 디노                                                             | 11월 27일 |
| 2015 | 《SEVENTEEN in the Midnidht of HongKong》                         | 세븐틴                                                                       | 11월 29일 |
| 2015 | 《SEVENTEEN '홍콩 대작전!!'》                                     | 세븐틴                                                                       | 11월 30일 |
| 2015 | 《SEVENTEEN 'Q&A Live Talk'》                                     | 에스쿱스, 우지, 승관, 버논                                                   | 12월 4일  |
| 2015 | 《SEVENTEEN '도겸, 승관의 라디오 출근길'》                        | 도겸, 승관                                                                   | 12월 9일  |
| 2015 | 《SENVENTEEN '힙합팀 공연 리허설 현장'》                          | 에스쿱스, 원우, 민규, 버논                                                   | 12월 12일 |
| 2015 | 《SENVENTEEN '힙합팀 공연 대기실'》                               | 에스쿱스, 원우, 민규, 버논                                                   | 12월 12일 |
| 2015 | 《SEVENTEEN 'Happy Birthday! JOSHUA'》                            | 조슈아                                                                       | 12월 30일 |
| 2016 | 《SEVENTEEN '특파원 D'》                                          | 준, 호시, 디에잇, 버논, 디노                                                 | 1월 12일  |
| 2016 | 《SEVENTEEN '신인상 너무 감사드려요'》                            | 세븐틴                                                                       | 1월 14일  |
| 2016 | 《SEVENTEEN '특파원 H'》                                          | 에스쿱스, 원우, 호시, 민규, 버논                                             | 1월 15일  |
| 2016 | 《SEVENTEEN 'Happy Birthday! SEUNGKWAN'》                         | 승관                                                                         | 1월 16일  |
| 2016 | 《SEVENTEEN '특파원 J'》                                          | 정한, 조슈아, 우지, 도겸, 승관                                               | 1월 17일  |
| 2016 | 《SEVENTEEN '부석왕자가 내게 말했어'》                            | 도겸, 승관, 버논                                                             | 1월 28일  |
| 2016 | 《SEVENTEEN '고3s 도겸 민규 승관 축!졸업!'》                      | 도겸, 민규, 승관                                                             | 2월 4일   |
| 2016 | 《SEVENTEEN '호시, 승관의 안드로메다'》                           | 세븐틴                                                                       | 2월 5일   |
| 2016 | 《SEVENTEEN 'Happy Birthday! DINO!'》                             | 세븐틴                                                                       | 2월 11일  |
| 2016 | 《SEVENTEEN 'Happy Birthday! DK★VERNON'》                         | 도겸, 버논                                                                   | 2월 18일  |
| 2016 | 《SEVETEEN '특파원 SVT'》                                         | 세븐틴                                                                       | 3월 21일  |
| 2016 | 《SEVETEEN 'Once a Day JEONGHAN'》                                | 정한                                                                         | 3월 28일  |
| 2016 | 《SEVETEEN 'Once a Day JUN'》                                     | 준                                                                           | 3월 29일  |
| 2016 | 《SEVETEEN 'Once a Day WOOZI'》                                   | 우지                                                                         | 3월 30일  |
| 2016 | 《SEVETEEN 'Once a Day S.COUPS'》                                 | 에스쿱스                                                                     | 3월 31일  |
| 2016 | 《SEVETEEN 'Once a Day DINO'》                                    | 디노                                                                         | 4월 1일   |
| 2016 | 《SEVETEEN'뜬금포 세봄틴나들이'》                                 | 에스쿱스, 정한, 도겸, 민규, 디에잇, 승관, 버논, 디노                         | 4월 2일   |
| 2016 | 《SEVETEEN 'Once a Day JOSHUA'》                                  | 조슈아                                                                       | 4월 2일   |
| 2016 | 《SEVETEEN 'Once a Day VERNON'》                                  | 버논                                                                         | 4월 3일   |
| 2016 | 《SEVETEEN 'Once a Day THE 8'》                                   | 디에잇                                                                       | 4월 4일   |
| 2016 | 《SEVETEEN 'Once a Day SEUNGKWAN'》                               | 승관                                                                         | 4월 5일   |
| 2016 | 《SEVETEEN 'Happy Bitrhday! MINGYU!'》                            | 민규                                                                         | 4월 6일   |
| 2016 | 《SEVETEEN 'Once a Day HOSHI'》                                   | 호시                                                                         | 4월 7일   |
| 2016 | 《SEVETEEN 'Once a Day DK'》                                      | 도겸                                                                         | 4월 8일   |
| 2016 | 《SEVETEEN 'Once a Day WONWOO'》                                  | 원우                                                                         | 4월 9일   |
| 2016 | 《SEVETEEN 'LOVE & LETTER' COUNTDOWN》                            | 세븐틴                                                                       | 4월 25일  |
| 2016 | 《SEVETEEN 예쁘다 뮤직비디오 100만뷰 돌파기념 돌아온 안드로메다》 | 세븐틴                                                                       | 4월 26일  |
| 2016 | 《SEVETEEN '뜬금포 자체제작홍보틴'》                              | 세븐틴                                                                       | 4월 27일  |
| 2016 | 《[SEVETEEN] 1위 기념 브이앱! 감사합니다!》                       | 세븐틴                                                                       | 5월 4일   |
| 2016 | 《SEVETEEN '꿈같은 순간(with CARAT)》                             | 세븐틴                                                                       | 5월 11일  |
| 2016 | 《[SEVETEEN] 호시/승관 돌아온 안드로메다》                        | 세븐틴                                                                       | 5월 17일  |
| 2016 | 《[REPLAY] 세븐틴 데뷔 1주년 V 라이브》                           | 세븐틴                                                                       | 5월 27일  |
| 2016 | 《[SEVETEEN] 세븐틴 안드로메다 in 대전》                          | 세븐틴                                                                       | 6월 5일   |
| 2016 | 《SEVENTEEN 'Happy Birthday JUN'》                                | 준                                                                           | 6월 10일  |
| 2016 | 《SEVENTEEN 'Happy Birthday HOSHI'》                              | 호시                                                                         | 6월 15일  |
| 2016 | 《세븐틴의 '아주 NICE' DAY COMEBACK COUNTDOWN LIVE》              | 에스쿱스, 정한, 조슈아, 준, 호시, 우지, 도겸, 민규, 디에잇, 승관, 버논, 디노 | 7월 4일   |
| 2016 | 《[SEVETEEN] 세봉이들아 '아주 NICE 하게' 수고했어!!》             | 에스쿱스, 정한, 조슈아, 준, 호시, 우지, 도겸, 민규, 디에잇, 승관, 버논, 디노 | 7월 24일  |
| 2016 | 《★ Happy Birthday S.coups★》                                     | 에스쿱스, 정한, 조슈아, 민규, 디노                                           | 8월 8일   |
| 2016 | 《세계로 뻗어나가는 안드로메다 (from.일본)》                      | 세븐틴                                                                       | 8월 9일   |
| 2016 | 《세계로 뻗어나가는 안드로메다 (from.자카르타)》                  | 에스쿱스, 정한, 준, 호시, 도겸, 민규, 디에잇, 버논, 디노                     | 8월 20일  |
| 2016 | 《세계로 뻗어나가는 안드로메다 (from.호주)》                      | 세븐틴                                                                       | 8월 27일  |
| 2016 | 《세계로 뻗어나가는 안드로메다 (from.홍콩)》                      | 세븐틴                                                                       | 9월 5일   |
| 2016 | 《세계로 뻗어나가는 안드로메다 (from.대만)》                      | 에스쿱스, 조슈아, 호시, 도겸, 승관                                           | 9월 11일  |
| 2016 | 《[SEVENTEEN] 세븐틴 안드로메다 오랜만이야 캐럿들~!》             | 세븐틴                                                                       | 9월 30일  |
| 2016 | 《SEVENTEEN 'Happy Birthday JEONGHAN'》                           | 정한, 에스쿱스, 조슈아, 도겸, 디노                                           | 10월 4일  |
| 2016 | 《[SEVENTEEN] 세븐틴 데뷔 500일 자축 안드로메다 방송》            | 세븐틴                                                                       | 10월 6일  |
| 2016 | 《[SEVENTEEN] 게릴라 브이라이프 방송》                            | 에스쿱스, 조슈아, 도겸, 민규, 디에잇, 승관, 디노                             | 10월 9일  |
| 2016 | 《[SEVENTEEN] 3D 의 힐링타임》                                    | 도겸, 디에잇, 디노                                                           | 10월 20일 |
| 2016 | 《[SEVENTEEN] 파송송 계란탁구?!》                                 | 에스쿱스, 정한, 조슈아, 우지, 민규, 디에잇, 버논, 디노                       | 10월 28일 |
| 2016 | 《[SEVENTEEN]세븐틴 노래...NO래방》                               | 에스쿱스, 원우, 우지, 승관                                                   | 11월 5일  |
| 2016 | 《SEVENTEEN 'Happy Birthday THE8'》                               | 디에잇, 도겸, 민규                                                           | 11월 7일  |
| 2016 | 《[SEVENTEEN] '나의 영희가 되어줘' 3화》                          | 민규                                                                         | 11월 12일 |
| 2016 | 《SEVENTEEN 캐럿들 고마워요~~!!》                                 | 세븐틴                                                                       | 11월 19일 |
| 2016 | 《SEVENTEEN 'Happy Birthday WOOZI'》                              | 우지                                                                         | 11월 22일 |
| 2016 | 《SEVENTEEN 월드퍼포머상 고마워요 캐럿들~!》                      | 승관, 버논, 디노                                                             | 12월 3일  |
| 2016 | 《SEVENTEEN 'Going Seventeen' COMEBACK COUNTDOWN LIVE》           | 세븐틴                                                                       | 12월 5일  |
| 2016 | 《SEVENTEEN 고마워 캐럿들♡》                                      | 세븐틴                                                                       | 12월 5일  |
| 2016 | 《[SEVENTEEN] 1위 기념 v LIVE 감사합니다!!》                      | 세븐틴                                                                       | 12월 15일 |
| 2016 | 《SEVENTEEN 분위기 아주 붐붐 하네요~!! 1위 감사 합니다!》         | 세븐틴                                                                       | 12월 16일 |
| 2016 | 《SEVENTEEN 게릴라 5시 40분 데이트》                              | 에스쿱스, 민규, 승관                                                         | 12월 20일 |
| 2016 | 《SEVENTEEN 'Happy Birthday! JOSHUA'》                            | 조슈아, 민규                                                                 | 12월 30일 |
| 2017 | 《SEVENTEEN 2017년 Happy New Year~!!♡》                           | 세븐틴                                                                       | 1월 1일   |
| 2017 | 《SEVENTEEN Happy 600 DAY♡》                                      | 세븐틴                                                                       | 1월 14일  |
| 2017 | 《SEVENTEEN 캐럿들 조심히들어가요♡》                              | 에스쿱스, 정한, 조슈아, 준, 호시, 원우, 우지, 도겸, 민규, 디에잇, 버논, 디노 | 1월 16일  |
| 2017 | 《SEVENTEEN Happy Belated Birthday SeungKwan》                    | 세븐틴                                                                       | 1월 16일  |
| 2017 | 《SEVENTEEN 서울 가요대상 본상 감사합니다!》                      | 세븐틴                                                                       | 1월 19일  |
| 2017 | 《[SEVENTEEN] 찬이 졸업했어요😉》                                 | 디노                                                                         | 2월 3일   |
| 2017 | 《SEVENTEEN 2017 GLOBAL ARTIST TOP10 받았어요😍》                 | 세븐틴                                                                       | 2월 8일   |
| 2017 | 《D- 1 SEVENTEEN IN CARAT LAND😉》                                | 세븐틴                                                                       | 2월 9일   |
| 2017 | 《[SEVENTEEN] Happy Birthday! DINO'》                             | 디노, 호시, 승관, 버논                                                       | 2월 11일  |
| 2017 | 《[SEVENTEEN] 호시, 승관의 안드로메다 'HAPPY CARAT DAY'》         | 세븐틴                                                                       | 2월 14일  |
| 2017 | 《[SEVENTEEN] Happy Birthday! DK&VERNON'》                        | 세븐틴                                                                       | 2월 18일  |
| 2017 | 《언제 어디에 있어도 우린 늘 그렇듯 V라이브 해요~》               | 에스쿱스 디에잇, 승관, 버논                                                  | 2월 23일  |
| 2017 | 《[SEVENTEEN] 캐럿들 잠.잘.밥.잘》                                | 에스쿱스, 정한, 조슈아, 준, 호시, 원우, 우지, 도겸, 민규, 디에잇, 디노       | 3월 2일   |
| 2017 | 《[SEVENTEEN] 스무살 청춘 you're my 20~》                         | 승관, 버논                                                                   | 3월 3일   |
| 2017 | 《[SEVENTEEN] 96틴의 아주 특별한 수요일》                         | 준, 호시, 원우, 우지                                                         | 3월 8일   |
| 2017 | 《[SEVENTEEN] 캐.사.예.아♡》                                      | 도겸, 민규, 버논                                                             | 3월 9일   |
| 2017 | 《[SEVENTEEN] 95'S 금요방송》                                     | 에스쿱스, 정한, 조슈아                                                       | 3월 10일  |
| 2017 | 《SEVENTEEN's Broadcast》                                         | 에스쿱스, 정한, 조슈아, 준, 호시, 도겸, 승관                                 | 3월 11일  |
| 2017 | 《[SEVENTEEN] 정한&조슈아의 '안드로메다'》                        | 정한, 조슈아, 준, 호시, 원우, 우지, 도겸, 버논, 디노                         | 3월 14일  |
| 2017 | 《[SEVENTEEN] 민규의 '나의 영희가 되어줘'》                       | 민규, 승관                                                                   | 3월 15일  |
| 2017 | 《[SEVENTEEN] 쿱스의 24시간 꺼지지 않는 작업실 습격》             | 에스쿱스, 우지, 민규, 디노                                                   | 3월 16일  |
| 2017 | 《[SEVENTEEN] 당근들~드루왕~♡♡》                                  | 에스쿱스, 도겸, 민규, 버논, 디노                                             | 3월 26일  |
| 2017 | 《[SEVENTEEN] 사랑해 보고싶다》                                   | 세븐틴                                                                       | 3월 26일  |
| 2017 | 《[SEVENTEEN] 민규&디에잇 오후의 데이트》                         | 민규, 디에잇, 도겸                                                           | 3월 28일  |
| 2017 | 《[SEVENTEEN] 디노 = 이찬》                                       | 디노, 에스쿱스, 도겸, 민규, 승관                                             | 3월 28일  |
| 2017 | 《[SEVENTEEN] 이렇게 멋진 날>_<》                                 | 에스쿱스, 조슈아, 준, 우지, 버논, 디노                                       | 3월 31일  |
| 2017 | 《[SEVENTEEN] DK와 함께하는 오후의 산책😉》                       | 도겸                                                                         | 4월 5일   |
| 2017 | 《SEVENTEEN 'Happy Birthday! MINGYU'》                            | 민규                                                                         | 4월 6일   |
| 2017 | 《[SEVENTEEN] 함께 보는 '어느 멋진 날'😙》                        | 세븐틴                                                                       | 4월 7일   |
| 2017 | 《[SEVENTEEN] LA는 지금 10시 55분😙》                             | 조슈아, 준, 호시, 민규, 버논, 디노                                           | 4월 19일  |
| 2017 | 《[SEVENTEEN] LA는 지금 9시 16분 세븐틴 초밥먹는당😍》            | 에스쿱스, 우지, 도겸, 승관                                                   | 4월 23일  |
| 2017 | 《[SEVENTEEN] LA는 지금 00시52분 산책 겸 카페TIME》               | 조슈아, 민규, 승관, 버논                                                     | 4월 23일  |
| 2017 | 《[SEVENTEEN] Again 2016.05.04》                                  | 세븐틴                                                                       | 5월 4일   |
| 2017 | 《[SEVENTEEN] 잠못드는 밤, 세븐틴은 뭐하지?》                     | 정한, 조슈아, 호시, 우지, 도겸, 민규, 승관                                   | 5월 6일   |
| 2017 | 《[SEVENTEEN] 캐럿들 안녕~!!!》                                   | 에스쿱스, 우지, 도겸, 민규, 디에잇, 승관                                     | 5월 18일  |
| 2017 | 《[SEVENTEEN] 세븐틴의 'Al1' COUNTDOWN V LIVE》                   | 세븐틴                                                                       | 5월 22일  |
| 2017 | 《[SEVENTEEN] 못다한 이야기💎》                                   | 세븐틴                                                                       | 5월 23일  |
| 2017 | 《[REPLAY]세븐틴 데뷔 2주년 기념 V LIVE》                         | 세븐틴                                                                       | 5월 26일  |
| 2017 | 《[SEVENTEEN] 캐럿들 1위 감사합니다~!😍》                         | 세븐틴                                                                       | 5월 30일  |
| 2017 | 《[SEVENTEEN] 캐럿들 다 들어와~~♡♡》                              | 세븐틴                                                                       | 6월 2일   |
| 2017 | 《[SEVENTEEN] 캐럿들~ 조심히 들어가요~♡》                         | 세븐틴                                                                       | 6월 3일   |
| 2017 | 《[SEVENTEEN] 캐럿~캐럿~캐럿~사랑해♡》                            | 세븐틴                                                                       | 6월 7일   |
| 2017 | 《SEVENTEEN 'Happy Birthday JUN'》                                | 준                                                                           | 6월 10일  |
| 2017 | 《[SEVENTEEN] 캐럿들과 함께한 5번째 1위♡》                        | 세븐틴                                                                       | 6월 14일  |
| 2017 | 《SEVENTEEN 'Happy Birthday HOSHI'》                              | 호시, 에스쿱스, 도겸, 승관, 디노                                             | 6월 15일  |
| 2017 | 《[SEVENTEEN] 🔥 스포주싀 🔥 우지, 정한의 안드로메다》            | 세븐틴                                                                       | 7월 1일   |
| 2017 | 《[SVT] 봉봉이 아빠의 육아일기♡》                                 | 민규                                                                         | 7월 11일  |
| 2017 | 《SEVENTEEN 'Happy Birthday WONWOO'》                             | 원우                                                                         | 7월 17일  |
| 2017 | 《[SEVENTEEN] 캐럿들 안녕💎❤》                                    | 세븐틴                                                                       | 7월 27일  |
| 2017 | 《[SEVENTEEN] 광란의 파뤼>_<》                                    | 에스쿱스, 호시, 우지                                                         | 7월 31일  |
| 2017 | 《양다일 X 도겸 Special V LIVE》                                  | 도겸                                                                         | 8월 1일   |
| 2017 | 《[SEVENTEEN] SEVENTEEN WITH CARAT 800DAY❤》                      | 정한, 조슈아, 우지, 도겸, 승관                                               | 8월 3일   |
| 2017 | 《가기전에 보고싶어서 on!!❤》                                     | 에스쿱스, 조슈아, 호시, 원우, 디에잇, 디노                                   | 8월 3일   |
| 2017 | 《[SEVENTEEN] 버디의 캐럿들만 생각나는 오후시간♡》                | 버논, 디노, 에스쿱스, 정한, 준, 호시, 원우, 민규                             | 8월 4일   |
| 2017 | 《[SEVENTEEN] 주말은 세븐틴 그리고 캐럿들과 함께♡》               | 호시, 원우, 도겸, 디에잇, 승관                                               | 8월 5일   |
| 2017 | 《나오고 싶었는데....》                                           | 에스쿱스, 조슈아                                                             | 8월 5일   |
| 2017 | 《SEVENTEEN 'Happy Birthday S.COUPS'》                            | 에스쿱스                                                                     | 8월 8일   |
| 2017 | 《호시 왕댯님의 서프라이즈!!》                                    | 호시                                                                         | 8월 10일  |
| 2017 | 《[SEVENTEEN] 보고싶어서 킴》                                     | 에스쿱스                                                                     | 9월 7일   |
| 2017 | 《[SEVENTEEN] 안녕 오랜만 ❤》                                     | 준, 호시, 원우                                                               | 9월 18일  |
| 2017 | 《[SEVENTEEN] SVT LEADERS》                                       | 에스쿱스, 호시, 우지                                                         | 9월 27일  |
| 2017 | 《SEVENTEEN 'Happy Birthday JEONGHAN'》                           | 정한, 도겸                                                                   | 10월 4일  |
| 2017 | 《[SEVENTEEN] 호시승관의 안드로메다》                             | 세븐틴                                                                       | 10월 23일 |
| 2017 | 《SEVENTEEN 'Once a Day SVT》                                     | 정한, 호시, 원우, 버논                                                       | 11월 3일  |
| 2017 | 《SEVENTEEN 'Once a Day SVT》                                     | 에스쿱스, 준, 도겸, 승관, 디노                                               | 11월 5일  |
| 2017 | 《SEVENTEEN 'TEEN,AGE' COMEBACK COUNTDOWN V LIVE》                | 세븐틴                                                                       | 11월 6일  |
| 2017 | 《SEVENTEEN Happy THE8 Day❤》                                     | 디에잇                                                                       | 11월 7일  |
| 2017 | 《[SEVENTEEN] 긴급 보고싶습니다.❤》                               | 에스쿱스, 정한, 준, 호시, 원우, 도겸, 승관, 디노                             | 11월 14일 |
| 2017 | 《SEVENTEEN 'Happy Birthday WOOZI'》                              | 우지                                                                         | 11월 22일 |
| 2017 | 《[SEVENTEEN] 캐럿캐럿캐럿 사랑해♡ 보고싶어서 옴!》               | 세븐틴                                                                       | 11월 24일 |
| 2017 | 《[SEVENTEEN] 호시 진짜 켰다아~!!》                               | 호시                                                                         | 12월 5일  |
| 2017 | 《[SEVENTEEN] 눈온다~♡》                                          | 디노                                                                         | 12월 6일  |
| 2017 | 《[SEVENTEEN] 제목없음》                                          | 에스쿱스, 정한, 조슈아, 준, 호시, 원우, 도겸, 민규, 승관, 버논, 디노         | 12월 8일  |
| 2017 | 《[SEVENTEEN]도겸이 왔어요~😁》                                   | 도겸, 디에잇                                                                 | 12월 11일 |
| 2017 | 《[SEVENTEEN] 캐럿들 보고 싶어서하는 V LIVE》                     | 디에잇                                                                       | 12월 30일 |
| 2017 | 《SEVENTEEN 'Happy Birthday JOSHUA'》                             | 조슈아                                                                       | 12월 30일 |
| 2018 | 《[SEVENTEEN] 갑자기 생각나서....♡》                              | 디노                                                                         | 1월 6일   |
| 2018 | 《[SEVENTEEN] 겸이랑 놀자😆❤🐶》                                  | 도겸                                                                         | 1월 8일   |
| 2018 | 《[SEVENTEEN] 캐럿들 고마워♡》                                    | 세븐틴                                                                       | 1월 11일  |
| 2018 | 《[SEVENTEEN] 캐럿들 기다렸지?💓💓》                              | 세븐틴                                                                       | 1월 25일  |
| 2018 | 《[SEVENTEEN] 디노의 먹방🍓》                                     | 디노, 승관                                                                   | 1월 31일  |
| 2018 | 《[SEVENTEEN] 캐럿들 조금만 기다려😗》                            | 도겸, 호시, 정한                                                             | 2월 2일   |
| 2018 | 《[SEVENTEEN] 보고싶어서옴♡》                                     | 정한, 호시, 원우, 도겸, 민규, 승관, 디노                                     | 2월 7일   |
| 2018 | 《[SEVENTEEN] 쇼챔 끝!!! 또 보고싶어서옴♡》                       | 세븐틴                                                                       | 2월 7일   |
| 2018 | 《[SEVENTEEN] DINO Birthday~♡》                                   | 디노                                                                         | 2월 11일  |
| 2018 | 《[SEVENTEEN] HAPPY CARAT DAY💎💕》                               | 세븐틴                                                                       | 2월 14일  |
| 2018 | 《[SEVENTEEN] 찬이의 깜짝 등장🤔》                                | 디노                                                                         | 2월 17일  |
| 2018 | 《[SEVENTEEN] 세븐틴과 캐럿의 천일을 축하해💎💘》                 | 세븐틴                                                                       | 2월 18일  |
| 2018 | 《[SEVENTEEN]캐럿들 조금만 기다려2😗》                            | 준, 민규, 승관                                                               | 2월 21일  |
| 2018 | 《[SEVENTEEN] 캐럿들 진짜 우리가 왔다😤》                         | 세븐틴                                                                       | 2월 21일  |
| 2018 | 《[SEVENTEEN] 1004와 함께 1004일 맞이》                           | 정한                                                                         | 2월 22일  |
| 2018 | 《[SEVENTEEN] 일요일은 캐럿과 함께💕》                            | 조슈아, 준, 원우, 승관                                                       | 2월 25일  |
| 2018 | 《[SEVENTEEN]캐럿들 보기 전 두근두근😊》                          | 호시, 승관, 버논, 디노                                                       | 2월 27일  |
| 2018 | 《[SEVENTEEN] In The Room》                                       | 조슈아, 호시, 승관, 디노                                                     | 3월 2일   |
| 2018 | 《[SEVENTEEN] 부석순 데뷔 임박😳》                                | 호시, 도겸, 승관                                                             | 3월 21일  |
| 2018 | 《[SEVENTEEN] 부석순 데뷔 완료🎉✨》                              | 호시, 도겸, 승관                                                             | 3월 21일  |
| 2018 | 《[깜짝 라이브] 엠카 스페셜MC 부석순의 습격!》                    | 호시, 도겸, 승관                                                             | 3월 22일  |
| 2018 | 《[SEVENTEEN] 금요일에도 행복은 부석순~💕》                       | 호시, 도겸, 승관                                                             | 3월 23일  |
| 2018 | 《[SEVENTEEN] 캐럿들 오랜만😚》                                   | 디노                                                                         | 3월 23일  |
| 2018 | 《[SEVENTEEN] 신인가수 부석순, 세븐틴 선배님들을 만나다🤔🤔》     | 호시, 도겸, 승관, 민규, 디노                                                 | 3월 25일  |
| 2018 | 《[SEVENTEEN] 깜짝 등장😊》                                       | 조슈아, 호시, 원우, 버논                                                     | 3월 26일  |
| 2018 | 《그냥》                                                          | 에스쿱스                                                                     | 3월 30일  |
| 2018 | 《[SEVENTEEN] 돌아온 버디버디🤔🤗》                               | 버논, 디노                                                                   | 3월 30일  |
| 2018 | 《요즘것들의 리얼 청년회담 <SVT클럽> 미리보기!》                  | 민규, 디에잇, 디노                                                           | 4월 5일   |
| 2018 | 《[SEVENTEEN] HAPPY MIN9YU DAY💖》                                | 민규                                                                         | 4월 6일   |
| 2018 | 《[SEVENTEEN] 교토 F4와 힐링~ 힐링~》                             | 정한, 조슈아, 도겸, 디노                                                     | 4월 11일  |
| 2018 | 《[SEVENTEEN] 캐럿들 오늘이 무슨 날~?💎💕》                       | 준, 호시                                                                     | 4월 23일  |
| 2018 | 《[SEVENTEEN] 호시, 승관의 안드로메다🚀》                         | 세븐틴                                                                       | 5월 7일   |
| 2018 | 《[SEVENTEEN] 짜잔😺》                                            | 우지                                                                         | 5월 8일   |
| 2018 | 《[SEVENTEEN] 아름다운 밤이에요》                                 | 승관                                                                         | 5월 11일  |
| 2018 | 《[SEVENTEEN] 성년 디노》                                         | 디노                                                                         | 5월 21일  |
| 2018 | 《[SEVENTEEN] 세븐틴과 캐럿이 함께한 3년, 그 빛나는 순간들💎💕》  | 에스쿱스, 정한, 조슈아, 호시, 원우, 우지, 도겸, 민규, 승관, 버논, 디노       | 5월 26일  |
| 2018 | 《[SEVENTEEN] 캐럿들 CALL CALL CALL☎》                            | 세븐틴                                                                       | 5월 31일  |
| 2018 | 《[SEVENTEEN] 민규 등장!🤗》                                      | 민규                                                                         | 6월 4일   |
| 2018 | 《[SEVENTEEN] Happy JUN's Day💗》                                 | 준, 디에잇                                                                   | 6월 10일  |
| 2018 | 《[SEVENTEEN] Happy PRINCE Day👑💖》                              | 호시                                                                         | 6월 15일  |
| 2018 | 《[SEVENTEEN] 캐럿들 우리 왔어요~😗》                             | 정한, 버논                                                                   | 6월 28일  |

### 라디오 캐럿들 귀대귀대 V LIVE
| 연도 | 제목                                                                 | 목소리 출연                    | 날짜      |
| ---- | -------------------------------------------------------------------- | ------------------------------ | --------- |
| 2017 | 《[SEVENTEEN RADIO] 캐럿들 귀대 귀대》                               | 도겸, 민규, 디에잇, 승관       | 5월 26일  |
| 2017 | 《[SEVENTEEN RADIO] 캐럿들 귀대 귀대#2 (정한의 따뜻한 우유 한잔)》   | 정한, 호시, 승관               | 6월 4일   |
| 2017 | 《[SEVENTEEN RADIO] 캐럿들 귀대 귀대#3》                             | 도겸, 민규, 디에잇, 디노       | 6월 14일  |
| 2017 | 《[SEVENTEEN RADIO] 캐럿들 내게 귀대 귀대~♡》                        | 도겸, 승관                     | 6월 20일  |
| 2017 | 《[SEVENTEEN RADIO] 캐럿들 귀대 귀대#5 (정한의 따뜻한 우유 한잔)》   | 정한, 조슈아, 도겸             | 7월 4일   |
| 2017 | 《[SEVENTEEN RADIO] 캐럿들 귀대 귀대#6》                             | 도겸, 민규, 디에잇             | 7월 20일  |
| 2017 | 《[SEVENTEEN RADIO] 캐럿들 귀대 귀대#7》                             | 버논, 디노                     | 7월 23일  |
| 2017 | 《[SEVENTEEN RADIO] 캐럿들 귀대 귀대#8(정한의 따뜻한 우유 한잔)》    | 정한, 에스쿱스, 원우, 도겸     | 7월 23일  |
| 2017 | 《[SEVENTEEN RADIO] 캐럿들 귀대 귀대#9》                             | 원우, 우지, 승관               | 8월 6일   |
| 2017 | 《[SEVENTEEN RADIO] 캐럿들 귀대 귀대#10》                            | 호시                           | 8월 21일  |
| 2017 | 《[SEVENTEEN RADIO] 캐럿들 귀대 귀대#11(부승관의 카스테라)》         | 승관, 민규                     | 9월 5일   |
| 2017 | 《[SEVENTEEN RADIO] 캐럿들 귀대 귀대#12 (정한의 따뜻한 우유 한잔)》  | 정한, 민규                     | 9월 7일   |
| 2017 | 《[SEVENTEEN RADIO] 캐럿들 귀대 귀대#13 "커밍순 석앤순"》            | 호시, 도겸                     | 9월 17일  |
| 2017 | 《[SEVENTEEN RADIO] 캐럿들 귀대 귀대#14》                            | 에스쿱스, 원우, 민규, 버논     | 10월 4일  |
| 2017 | 《[SEVENTEEN RADIO] 캐럿들 귀대 귀대#15》                            | 준, 호시, 디에잇, 디노, 원우   | 10월 11일 |
| 2017 | 《[SEVENTEEN RADIO] 캐럿들 귀대 귀대#16》                            | 승관                           | 10월 14일 |
| 2017 | 《[SEVENTEEN RADIO] 캐럿들 귀대 귀대#17》                            | 정한, 조슈아, 우지, 도겸, 승관 | 10월 18일 |
| 2017 | 《[SEVENTEEN RADIO] 캐럿들 귀대 귀대#17-1》                          | 에스쿱스, 조슈아, 도겸, 승관   | 10월 18일 |
| 2017 | 《[SEVENTEEN RADIO] 캐럿들 귀대 귀대#18-1(정한의 따뜻한 우유 한잔)》 | 정한, 도겸                     | 10월 31일 |
| 2017 | 《[SEVENTEEN RADIO] 캐럿들 귀대 귀대#19(부승관의 카스테라)》         | 승관, 도겸, 디노               | 11월 2일  |
| 2017 | 《[SEVENTEEN RADIO] 캐럿들 귀대 귀대#20(정한의 따뜻한 우유 한잔)》   | 정한, 준                       | 11월 23일 |
| 2017 | 《[SEVENTEEN RADIO] 캐럿들 귀대 귀대#21(부승관의 카스테라)》         | 승관                           | 11월 26일 |
| 2017 | 《[SEVENTEEN RADIO] 캐럿들 귀대 귀대#22(민규의 초코빵)》             | 민규, 정한, 승관               | 12월 4일  |
| 2018 | 《[SEVENTEEN RADIO] 캐럿들 귀대 귀대#23(정한의 따뜻한 우유 한잔)》   | 정한, 버논                     | 1월 1일   |
| 2018 | 《[SEVENTEEN RADIO] 캐럿들 귀대 귀대#24(부승관의 카스테라)》         | 승관                           | 1월 5일   |
| 2018 | 《[SEVENTEEN RADIO] 캐럿들 귀대 귀대#25》                            | 승관                           | 2월 18일  |
| 2018 | 《[SEVENTEEN RADIO] 캐럿들 귀대 귀대#26따뜻한우유❤》                 | 도겸, 원우, 정한               | 2월 23일  |
| 2018 | 《[SEVENTEEN RADIO] 캐럿들 귀대 귀대#27 뿌뿌》                       | 승관                           | 3월 17일  |
| 2018 | 《[SEVENTEEN RADIO] 캐럿들 귀대 귀대#28 또또》                       | 도겸                           | 3월 18일  |
| 2018 | 《[SEVENTEEN RADIO] 캐럿들 귀대 귀대#29 호홋》                       | 호시                           | 3월 19일  |
| 2018 | 《[SEVENTEEN RADIO] 캐럿들 귀대 귀대#31》                            | 승관, 버논, 디노               | 4월 27일  |
| 2018 | 《[SEVENTEEN RADIO] 캐럿들 귀대 귀대#32》                            | 도겸                           | 6월 24일  |

## 뮤직비디오
- 2011년 - 애프터스쿨 블루 〈 Wonder Boy 〉 (에스쿱스)
- 2011년 - 손담비 & 애프터스쿨 〈 Love Letter 〉 (에스쿱스)
- 2012년 - 뉴이스트 〈 FACE 〉 (에스쿱스, 우지, 호시, 민규, 원우)
- 2012년 - 헬로비너스 〈 Venus 〉 (에스쿱스, 우지, 호시, 민규, 원우)
- 2014년 - 계범주 〈 28.5 〉 (민규)
- 2015년 - 팬텀 키겐 〈 다시보기 (Feat. 진실 of 매드소울차일드, 한해 of 팬텀) 〉 (정한)

## 광고
- 2016년 - 클린(Clean) 향수
- 2017년 - 디디치킨
- 2017년, 2018년 -  엘리트 학생복
- 2017년, 2018년 - 다이나핏
- 2018년 - 글로벌 에코 더샘
- 2018년 - 라푸마
- 2018년 - 네네치킨 with 뉴이스트 W
- 2019년 - 렌즈